# Liolaemus tenuis
Liolaemus tenuis är en ödleart som beskrevs av  Duméril och BIBRON 1837. Liolaemus tenuis ingår i släktet Liolaemus och familjen Tropiduridae.

## Underarter
Arten delas in i följande underarter:
- L. t. tenuis
- L. t. punctatissimus